# Saison 1978 de l'ATP

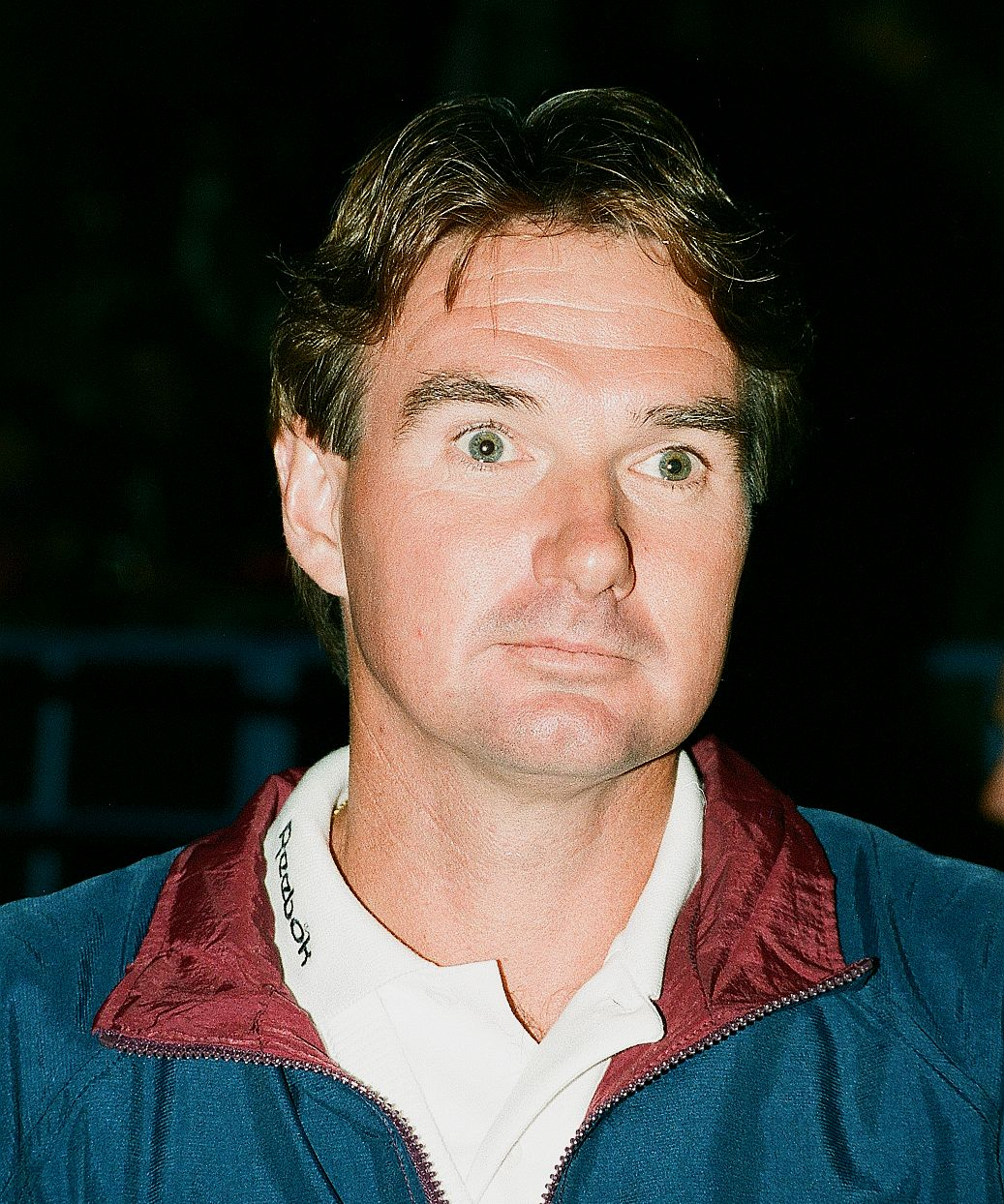
Jimmy Connors, joueurs ayant remporté 10 tournois pendant la saison, parmi lesquels l'US Open. Il a également fini, pour la 5ème fois de sa carrière n°1 mondial.

Résultats des principaux tournois de tennis organisés par l'ATP en 1978. 

## Résultats
| Date  | Tournoi          | Tournoi | Dotation  | Surface      | Vainqueur       | Vainqueur | Finaliste       | Finaliste | Score              | Tableau |
| ----- | ---------------- | ------- | --------- | ------------ | --------------- | --------- | --------------- | --------- | ------------------ | ------- |
| 03/04 | Rotterdam        |         | $175 000  | Synthétique  | Jimmy Connors   |           | Raúl Ramírez    |           | 7-5, 7-5           | Tableau |
| 29/05 | Roland-Garros    |         | $ 337 000 | Terre battue | Björn Borg      |           | Guillermo Vilas |           | 6-1, 6-1, 6-3      | Tableau |
| 12/06 | Nottingham       |         | $175 000  | Herbe        | Jimmy Connors   |           | Raúl Ramírez    |           | 6-3, 6-1, 6-2      | Tableau |
| 19/06 | Queen's          |         | $125 000  | Herbe        | Tony Roche      |           | John McEnroe    |           | 8-6, 9-7           | Tableau |
| 26/06 | Wimbledon        |         | $ 269 619 | Herbe        | Björn Borg      |           | Jimmy Connors   |           | 6-2, 6-2, 6-3      | Tableau |
| 21/08 | Boston           |         | $200 000  | Terre battue | Manuel Orantes  |           | Harold Solomon  |           | 6-4, 6-3           | Tableau |
| 29/08 | US Open          |         | $ 300 000 | Dur          | Jimmy Connors   |           | Björn Borg      |           | 6-4, 6-2, 6-2      | Tableau |
| 29/10 | Tokyo            |         | $125 000  | Terre battue | Adriano Panatta |           | Pat Dupré       |           | 6-3, 6-3           | Tableau |
| 26/12 | Open d'Australie |         | $ 300 000 | Herbe        | Guillermo Vilas |           | John Marks      |           | 6-4, 6-4, 3-6, 6-3 | Tableau |
| 10/01 | Masters          |         | $ 400 000 | Synthétique  | John McEnroe    |           | Arthur Ashe     |           | 6-7, 6-3, 7-5      | Tableau |

## Classement final ATP 1978
| N° | Joueur             | Pays | Evolution     |
| -- | ------------------ | ---- | ------------- |
| 1  | Jimmy Connors      |      | en stagnation |
| 2  | Björn Borg         |      | +1            |
| 3  | Guillermo Vilas    |      | −1            |
| 4  | John McEnroe       |      | +17           |
| 5  | Vitas Gerulaitis   |      | −1            |
| 6  | Eddie Dibbs        |      | en stagnation |
| 7  | Brian Gottfried    |      | −2            |
| 8  | Raúl Ramírez       |      | en stagnation |
| 9  | Harold Solomon     |      | +5            |
| 10 | Corrado Barazzutti |      | +1            |
| 11 | Roscoe Tanner      |      | +4            |
| 12 | Manuel Orantes     |      | −5            |
| 13 | Arthur Ashe        |      | +117          |
| 14 | José Higueras      |      | +16           |
| 15 | José Luis Clerc    |      | +263          |
| 16 | Ilie Năstase       |      | −7            |
| 17 | Sandy Mayer        |      | −1            |
| 18 | Tim Gullikson      |      | +42           |
| 19 | Dick Stockton      |      | −9            |
| 20 | Balázs Taróczy     |      | +12           |